# KAI RQ-101 Songgolmae
KAI RQ-101 Songgolmae (кор. 송골매; ханча 松鶻鷹, букв. «Сапсан»   — південно-корейський військовий безпілотний літальний апарат, створений Агентством з. оборонного розвитку і Korea Aerospace Industries у 2000 році.  
Це неозброєний БпЛА, який використовується південно-корейською армією з 2002 року для збору розвідувальної інформації.  

## Розробка
У 1991 році Південна Корея почала розробку власних БпЛА для використання в наземних операціях спостереження та розвідки (до того Армія Республіки Корея використовувала БпЛА Searcher, завезені з Ізраїлю). Дослідницька розробка велася по 1992 рік, розробка системи почалася в 1993 році. Експлуатаційні випробування проводилися до 1997 року. Розробку було завершено в 2000 році.   
Офіційно невідомо, скільки RQ-101 перебувають на озброєнні південнокорейської армії; за даними з відкритих джерел, у 2017 році їх було кілька десятків. 
З 2009 по 2011 роки велося покращення продуктивності, протягом якого було оновлено апаратне забезпечення; також до 2015 року було зроблено ще три незначні вдосконалення. Однак подальші вдосконалення RQ-101 більше не ведуться через відсутність додаткового бюджету на розробку, і Korea Aerospace Industries замість цього перейшла до розробки наступного БПЛА під назвою NCUAV.  

## Тактико-технічні характеристики
Основне джерело: Korea Aerospace Industries 
- Матеріали: легке високоміцне вуглецеве волокно та скловолокно.
- Довжина: 4,7 м
- Розмах крил: 6,4 м
- Висота: 1,5 м
- Вага: 215 кг [1]
- Максимальна злітна маса: 290 кг [1]
- Корисне навантаження: 50 кг [2]
- Двигун: 1 × пропелерний, потужністю 52 л.с. (39 кВт)
- Максимальна швидкість: 185 км/год [1]
- Крейсерська швидкість: 150 км [1]
- Бойовий радіус: 200 км [1]
- Тривалість польоту: 6 годин
- Максимальна висота: 4500 м [2]
- Авіоніка:
  - Електрооптична система СУ-1К [4]
  - Інфрачервона камера переднього огляду [2]
  - Комбінована навігаційна система GPS/INS [8]
  - Система передачі даних прямої видимості [1]